# Łękawica (gromada w powiecie żywieckim)
Łękawica – dawna gromada, czyli najmniejsza jednostka podziału terytorialnego Polskiej Rzeczypospolitej Ludowej w latach 1954–1972.
Gromady, z gromadzkimi radami narodowymi (GRN) jako organami władzy najniższego stopnia na wsi, funkcjonowały od reformy reorganizującej administrację wiejską przeprowadzonej jesienią 1954 do momentu ich zniesienia z dniem 1 stycznia 1973, tym samym wypierając organizację gminną w latach 1954–1972.
Gromadę Łękawica z siedzibą GRN w Łękawicy utworzono – jako jedną z 8759 gromad na obszarze Polski – w powiecie żywieckim w woj. krakowskim, na mocy uchwały nr 32/IV/54 WRN w Krakowie z dnia 6 października 1954. W skład jednostki weszły obszary dotychczasowych gromad Łękawica, Okrajnik i Łysina ze zniesionej gminy Gilowice w tymże powiecie. Dla gromady ustalono 22 członków gromadzkiej rady narodowej.
30 czerwca 1960 do gromady Łękawica przyłączono obszary zniesionych gromad Kocierz i Rychwałd.
Gromada przetrwała do końca 1972 roku, czyli do kolejnej reformy gminnej. 1 stycznia 1973 utworzono gminę Łękawica.
Zobacz też: gmina Gilowice-Ślemień